# Gédéon de Catalogne
Gédéon de Catalogne fou un topògraf, cartògraf, agrimensor, enginyer, senyor i oficial francès, nascut el 1663 a Balansun (Pyrénées-Atlantiques), a Béarn, i mort el 5 de juliol de 1729 a Louisbourg, Acadia. Va passar la major part de la seva vida a Nova França.

## Biografia
Nascut l'11 de novembre de 1663 en una família protestant bearnesa que residia a Balançun, va ser batejat al temple protestant d'Arthez-de-Béarn el 18 de novembre de 1663, fill de Gédéon de Catalogne i Marie Capdevielle. Gedeó de Catalunya probablement va rebre formació en matemàtiques i geometria. Va arribar a Nova França el 1683 com a soldat i agrimensor, i va participar en algunes campanyes contra els iroquesos i els anglesos.
Després de convertir-se al catolicisme el 1687, va obtenir el grau d'oficial i es va dedicar a missions d'agrimensura i construcció d'obres militars o civils.
El 1690, Gédéon de Catalogne es va casar amb Marie-Anne Lemire, filla de Jean Lemire i neta de Nicolas Marsolet. Gràcies a aquesta unió, es va convertir, el 1696, en l'únic senyor de el feu de les Prades de Marsolet, que avui forma la part occidental de l'actual territori del municipi de Champlain.
El 1700, els sulpicians, senyors de Montréal, li van ordenar cavar un canal fins Lachine (canal de Lachine), però les dificultats tècniques li van impedir completar aquesta tasca.
Nomenat tinent el 1704, va dur a terme estudis de les senyories de la colònia, després va elaborar plans per a Montreal i va participar en la construcció de les seves fortificacions. A partir de 1720, va treballar a Île Saint-Jean (ara Illa del Príncep Eduard), després va obtenir el rang de capità (1723), amb un comandament de companyia a Louisbourg. També va adquirir propietats agrícoles a l'àrea del riu Mire a l'Illa del Cap Bretó

A part de diversos mapes, deixa una Col·lecció del que ha passat al Canadà sobre el tema de la guerra, tant dels anglesos com dels iroquesos, des de l'any 1682, probablement escrita el 1715 i que constitueix una bona font històrica d'aquest període. Els seus mapes de senyorius també van acompanyats d'una memòria sobre els plànols dels senyorius i cases dels governs del Quebec, Trois-Rivières i Mont-real, dels que dona indicacions sobre la flora i la fauna (1712).

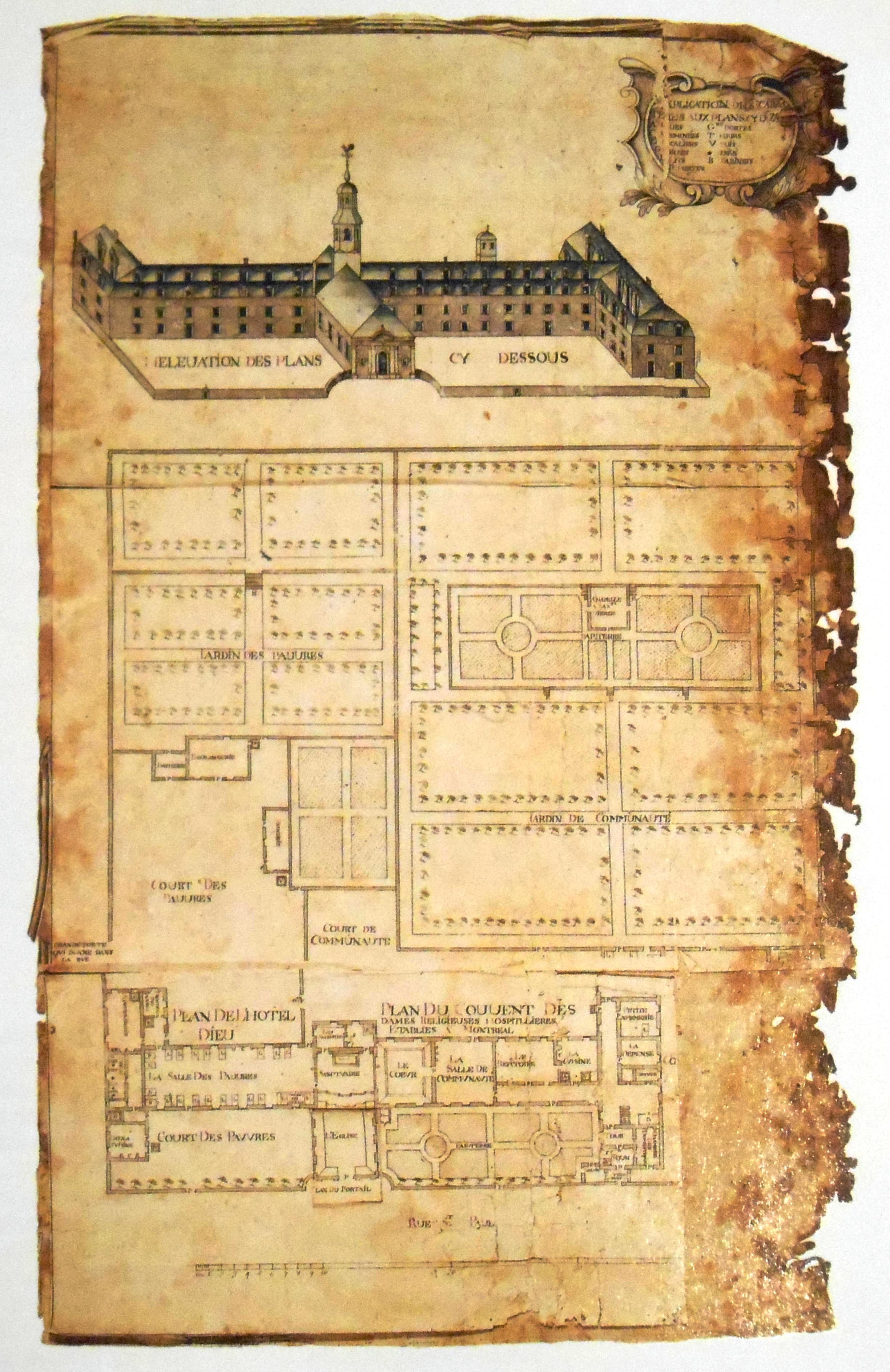
Hotel-Dieu de Mont-real, 1695
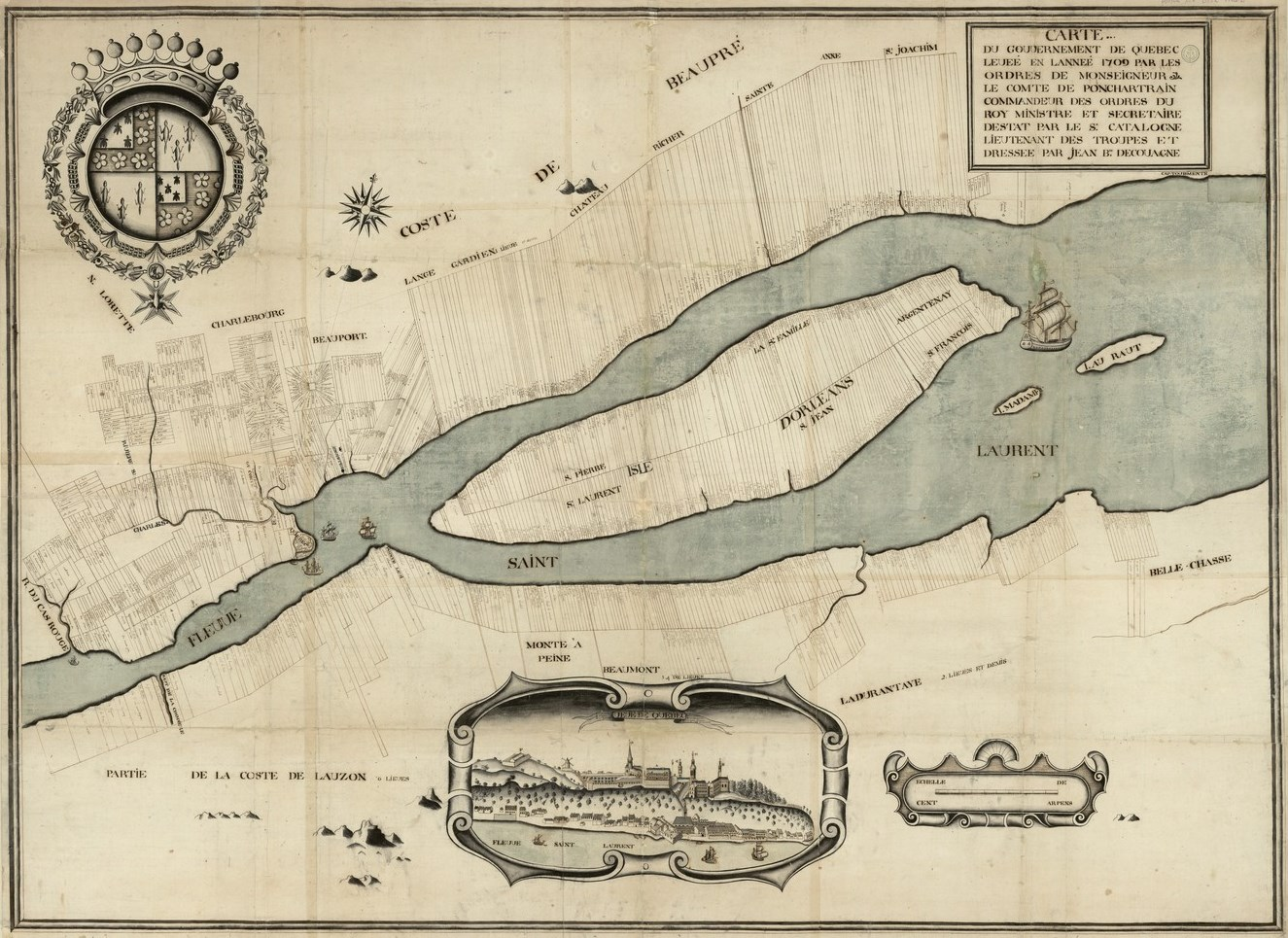
Mapa de el govern del Quebec aixecat en l'any 1709
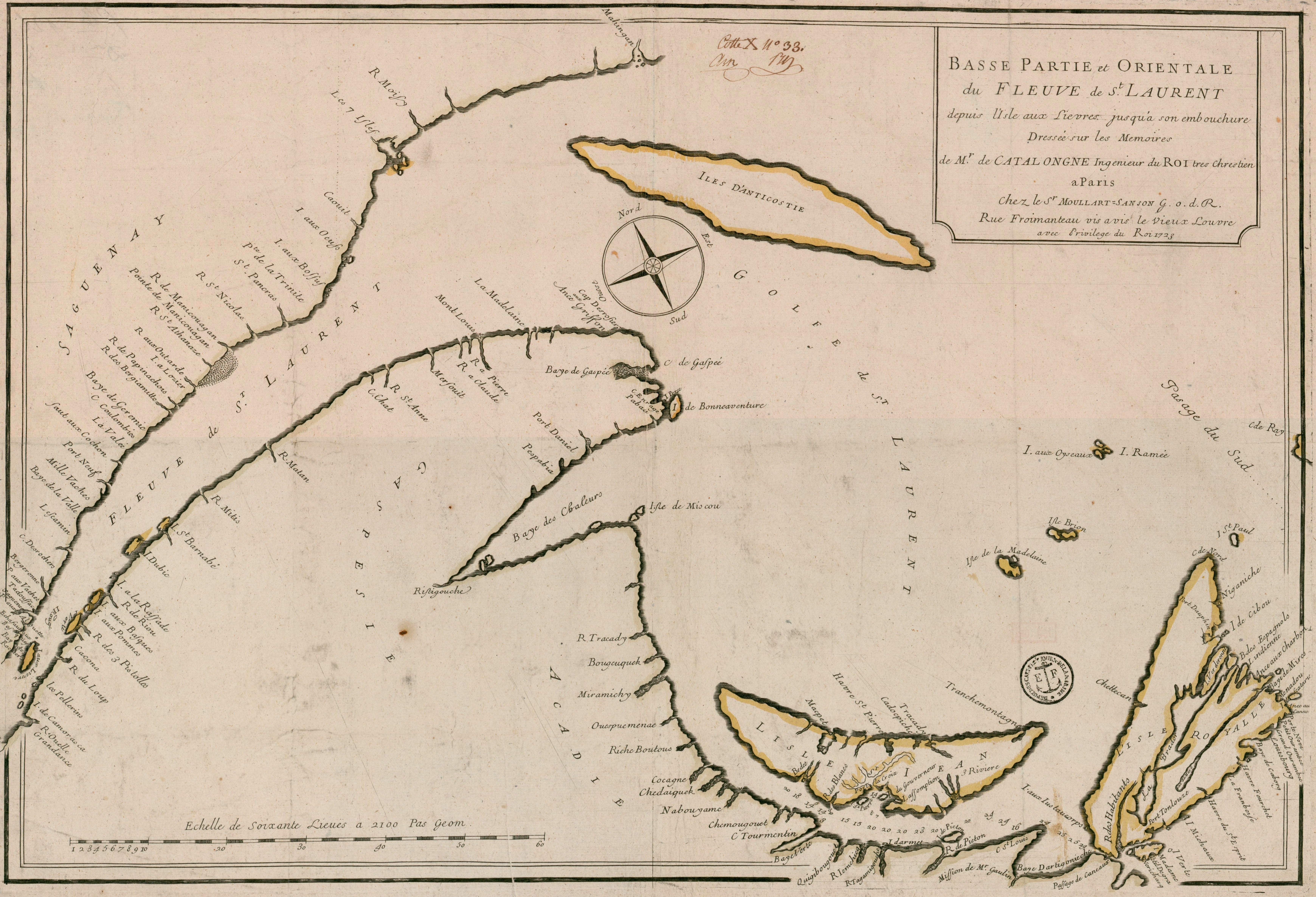
Part inferior del riu Sant Llorenç, 1723
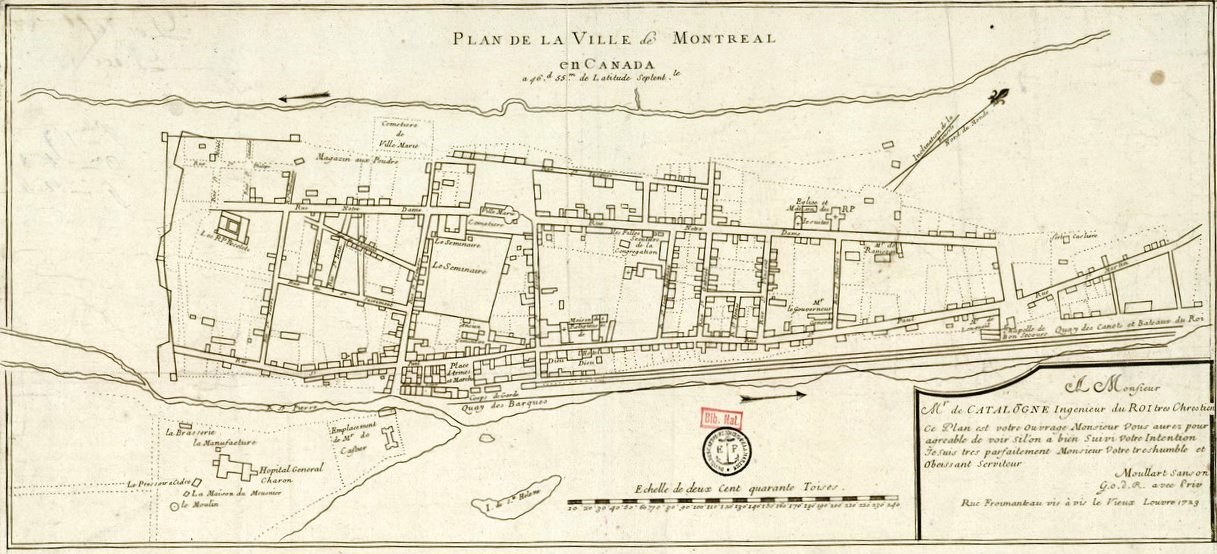
Mapa de la ciutat de Mont-real a Canadà, 1723

## Memòria
Un parc recorda el seu nom a Mont-real, a prop del Canal Lachine al districte de Saint-Henri.
Hi ha una placa col·locada a l'edifici Ernest-Cormier, rue Saint-Vincent, al Vell Montreal. S'hi pot llegir: "Aquí va viure, des de 1689, Gédéon de Catalogne, enginyer, oficial i analista que va treballar a les fortificacions de Quebec, Trois-Rivières i Louisbourg. "

Una comunitat a l'illa de Cap Breton es diu Catalone en la seva memòria.

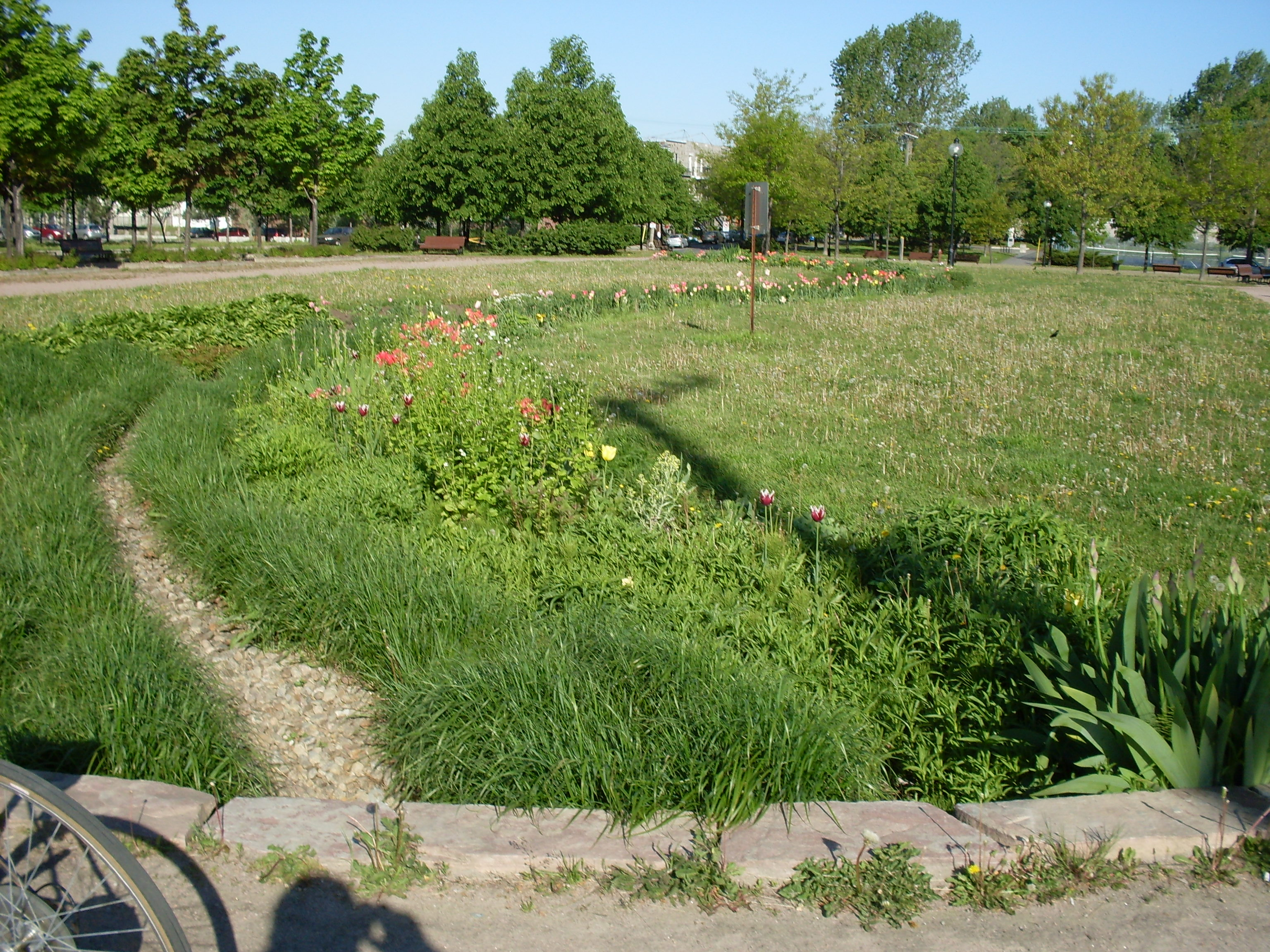
Parc Gédéon-de-Catalogne
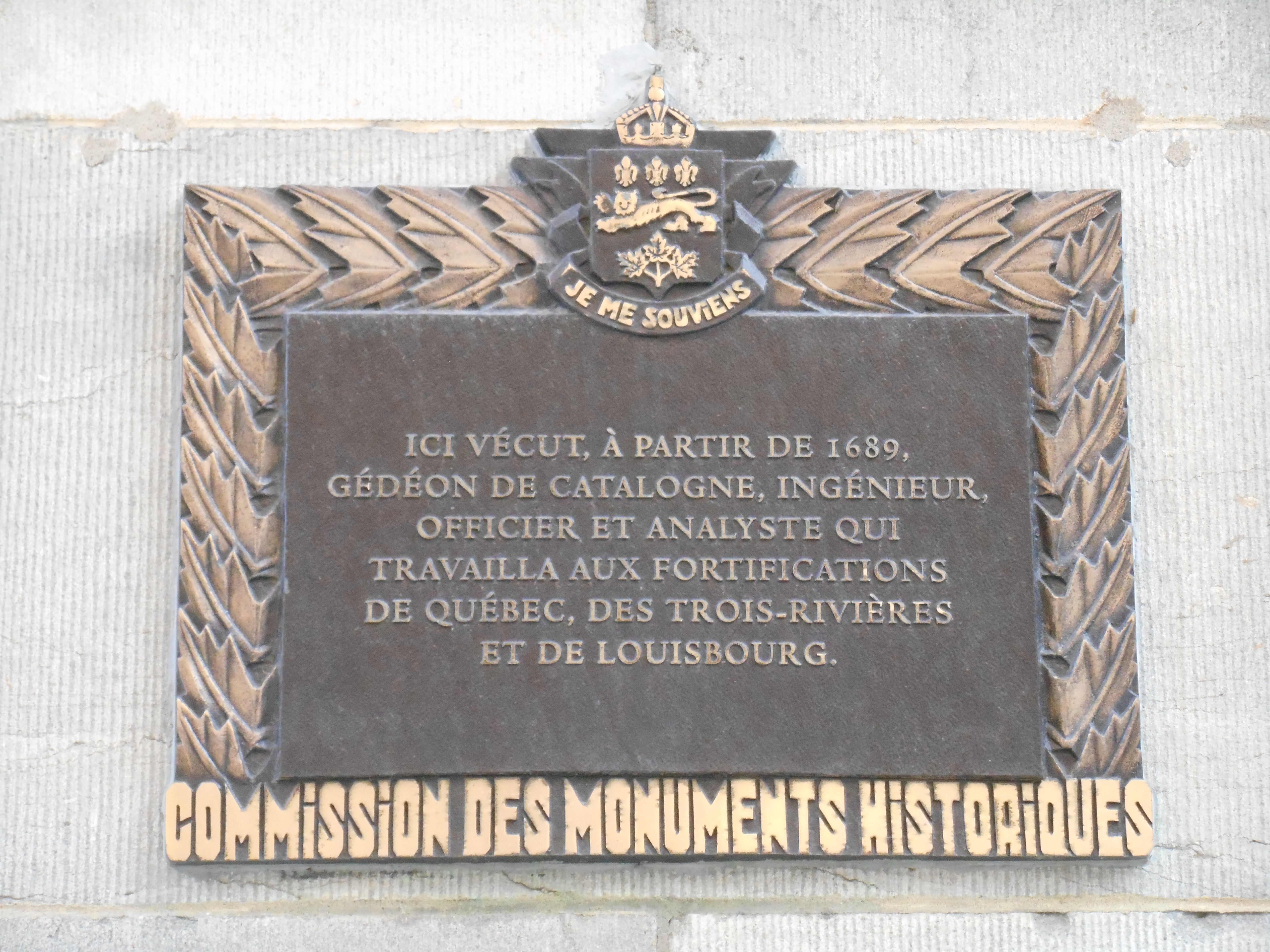
Placa, rue Saint-Vincent